# Platycomopsis dayi
Platycomopsis dayi is een rondwormensoort uit de familie van de Leptosomatidae. De wetenschappelijke naam van de soort is voor het eerst geldig gepubliceerd in 1977 door Coles.